# Novi Pazar

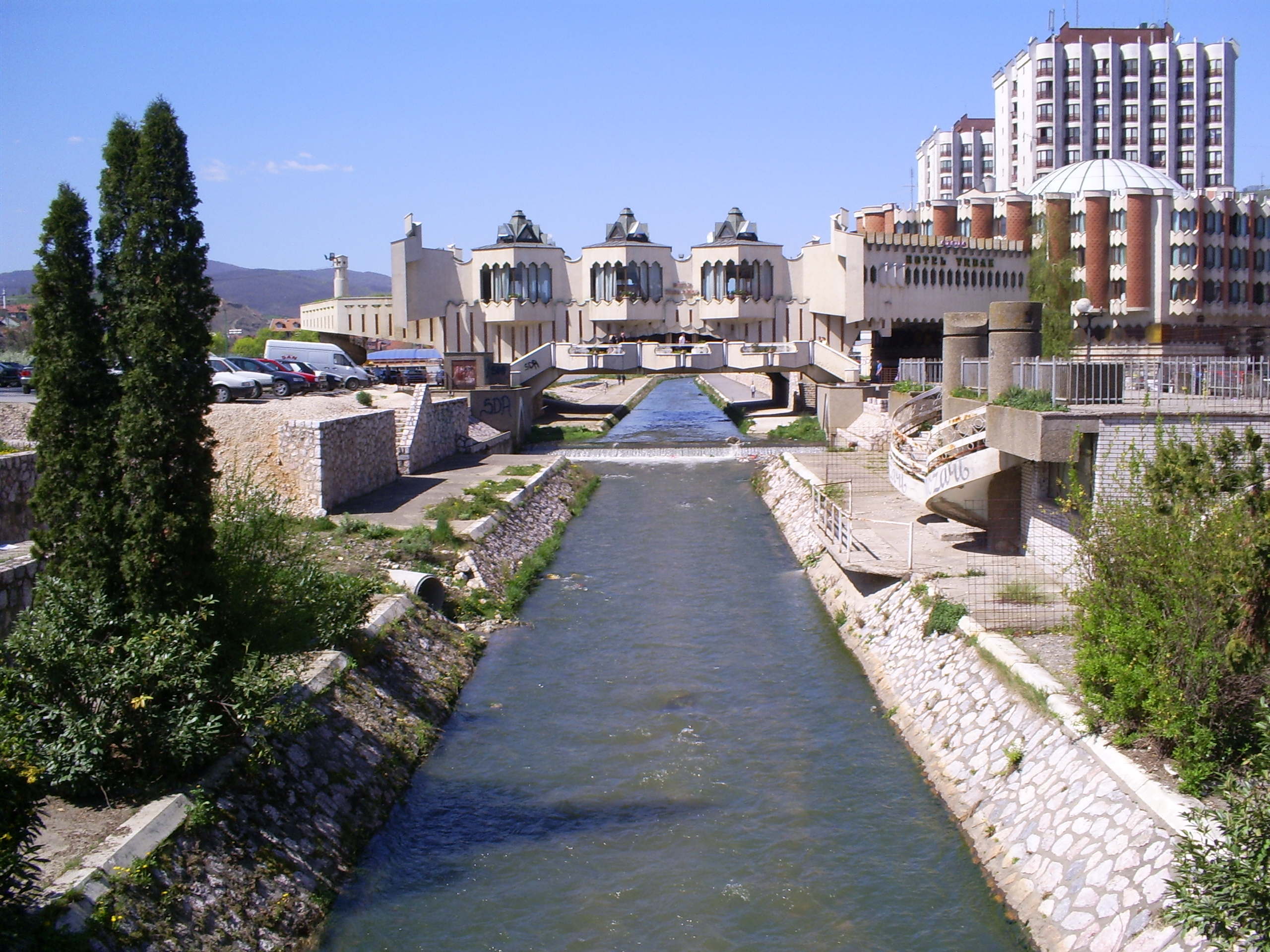
Sông Raška

Novi Pazar  (tiếng Serbia: Нови Пазар) là một thành phố Serbia. Thành phố Novi Pazar có dân số là 54.604 54.604 người (theo điều tra dân số Serbia năm 2002) còn dân số cả khu tự quản là 85.996 người. Diện tích là 742 km2. Đây là thủ phủ hành chính của quận.
Novi Pazar là trung tâm kinh tế và văn hóa chính của vùng Sandžak (tiếp theo là Bijelo Polje ở Montenegro). Thành phố nằm trong các thung lũng Jošanica, sông Raška, Deževska, và sông Ljudska tại độ cao 496m. Thành phố được bao quanh bởi các núi Golija và Rogozna cũng như cao nguyên Pešter. Tổng diện tích khu tự quản là 742 km². Khu tự quản có hơn 100 khu định cư, phần lớn là nhỏ và rải rác trên các đồi núi xung quanh thành phố, sau thành phố, khu định cư lớn thứ nhì là Mur, với hơn 3000 dân.
Các làng gồm: Alulović, Bajevica, Banja, Bare, Batnjik, Bekova, Bele Vode, Boturovina, Brđani, Brestovo, Vever, Vidovo, Vitkoviće, Vojkoviće, Vojniće, Vranovina, Vučiniće, Vučja Lokva, Golice, Gornja Tušimlja, Goševo, Građanoviće, Gračane, Grubetiće, Deževa, Dojinoviće, Drum, Dolac, Doljani, Dragočevo, Dramiće, Žunjeviće, Zabrđe, Zlatare, Ivanča, Izbice, Jablanica, Javor, Janča, Jova, Kašalj, Kovačevo, Kožlje, Koprivnica, Kosuriće, Kruševo, Kuzmičevo, Leča, Lopužnje, Lukare, Lukarsko, Goševo, Lukocrevo, Miščiće, Mur, Muhovo, Negotinac, Odojeviće, Okose, Osaonica, Osoje, Oholje, Pavlje, Paralovo, Pasji Potok, Pilareta, Pobrđe, Požega, Požežina, Polokce, Pope, Postenje, Prćenova, Pusta Tušimlja, Pustovlah, Radaljica, Rajetiće, Rajkoviće, Rajčinoviće, Rajčinovićka Trnava, Rakovac, Rast, Sebečevo, Sitniče, Skukovo, Slatina, Smilov Laz, Srednja Tušimlja, Stradovo, Sudsko Selo, Tenkovo, Trnava, Tunovo, Hotkovo, Cokoviće, Čašić Dolac, Šavci, Šaronje, Štitare and Zaguljača.